# Pyloderma
Pyloderma är ett släkte av svampdjur. Pyloderma ingår i familjen Dendoricellidae.
Kladogram enligt Catalogue of Life:
| Pyloderma | \| \| Pyloderma demonstrans \| \| \| \| \| \| Pyloderma latrunculioides \| \| \| \| \| \| Pyloderma spherica \| \| \| \| |
|           | \| \| Pyloderma demonstrans \| \| \| \| \| \| Pyloderma latrunculioides \| \| \| \| \| \| Pyloderma spherica \| \| \| \| |
|           | Dendoricella |
|           | |
|           | Fibulia |
|           | |
|           | Pyloderma demonstrans |
|           | |
|           | Pyloderma latrunculioides                                                                                                |
|           | |
|           | Pyloderma spherica |
|           | |

|  | Pyloderma demonstrans     |
|  |                           |
|  | Pyloderma latrunculioides |
|  |                           |
|  | Pyloderma spherica        |
|  |                           |